# Николь, Франсуа
Франсуа Нико́ль (фр. François Nicole; 23 декабря 1683, Париж — 18 января 1758, там же) — французский математик и научный писатель.
Воспитывался в Парижской иезуитской коллегии и ещё в юности решил статьи учёным-математиком. В возрасте 15 или 16 лет стал учеником Монмора; в 1703 году была напечатана его первая научная работа в «Journal des savants» — труд, посвященный выпрямлению циклоиды. За представленный им в 1706 году в Парижскую академию наук «Essai sur la théorie des roulettes» был в 1707 году избран в число её членов в звании pensionnaire-mécanicien (впоследствии он неоднократно избирался её вице-президентом и президентом). В том же году в мемуарах Академии была напечатана его работа «Méthoile générale pour déterminer la nature des courbes formées par le roulement de toutes sortes de courbes sur une autre courbe quelconque». В ней автор рассматривал все кривые, описываемые точкой, взятой на радиусе какой-нибудь кривой, катящейся по другой подобной ей или с ней не сходной кривой, или даже по прямой линии. Точка при этом берётся и внутри кривой, и на продолжении её радиуса, а рассматриваемые кривые являются как геометрическими, то есть обладающими постоянным отношением между абсциссами и ординатами, так и механическими, то есть таким отношением не обладающими; как способными к ректификации, так и не способными к ней.
Рулетты (плоские кривые), образованные на выпуклой поверхности шара, составили предмет двух его работ под общим заглавием «Manière de déterminer la nature des roulettes, formées sur la superficie convexe d’une sphère etc.» («Мемуары» Академии, 1708 и 1732 годы). В другом цикле своих геометрических работ Николь стал продолжателем исследований Ньютона, изложенных в его «Enumeratio linearum teitii ordinis». Изучение кривых этого рода не только привело его к некоторым новым соображениям о природе конических сечений, но и к открытию нового построения тела, различные сечения которого дают кривые третьего порядка таким же образом, как сечения конуса дают кривые 2-го порядка.
Исторический интерес представляет противодействие Николя очень распространённому в его время увлечению задачей квадратуры круга. Он составил таблицу периметров правильных вписанных и описанных около круга многоугольников, с последовательно удваивающимся числом сторон, доходящим до 393 216 включительно. Длина окружности, во всех представленных в Академию решений квадратуры круга, всегда оказывалась или превосходящей периметр какого-нибудь из описанных многоугольников, или меньшей периметра какого-нибудь из вписанных. Позже упомянутая таблица была напечатана в «Mémoire dans lequel ou détermine… les valeurs des cotés et des espaces… des polygones réguliers inscrits et circonscrits au cercle» («Мемуары» Академии, 1747). Из других работ Николя по геометрии известны данный им общий метод для определения природы кривых, пересекающих под одним и тем же углом бесконечное множество других кривых, данных по положению, а также исследования по элементарной геометрии. С геометрией были близко связаны и его работы, посвящённые уравнениям 3-й степени. Их главным предметом был неприводимый случай, представляющую формулу которого автору удалось преобразовать в ряд, в котором члены, содержащие мнимые количества, как сопровождаемые попеременно знаками + и —, взаимно уничтожались. Эти работы автора нашли приложение к задаче трисекции угла.
В области высшего анализа изложил теорию конечных разностей. Основная задача, занимавшая Николя как в этих работах, так и в пятой, вышедшей в 1727 году под заглавием «Méthode pour sommer une infinité de suites nouvelles etc.» («Мемуары» Акад.), состояла в определении суммы скольких угодно членов в восходящих рядах и бесконечного числа членов в нисходящих, причём члены этих рядов, целые в первом случае и дробные во втором, всегда составляются из данного числа множителей, изменяющиеся части которых составляют арифметическую прогрессию кратных данного числа. Занимался также теорией вероятностей, циссоидами и эллипсоидами.